# Эскадренные миноносцы типа «Минэкадзэ»
Эскадренные миноносцы типа «Минэкадзэ» (яп. 峯風型駆逐艦 Минэкадзэгата кутикукан) — тип японских эскадренных миноносцев.

## Строительство
Океанские эсминцы I класса, дальнейшее развитие эсминцев типа «Исокадзэ».
Два корабля («Минэкадзэ» и «Савакадзэ») заказаны по программе 1917 года, следующие десять по программам 1918 года («Окикадзэ», «Хакадзэ», «Якадзэ», «Надакадзэ», «Симакадзэ») и 1919 года («Акикадзэ», «Сиокадзэ», «Юкадзэ», «Хокадзэ», «Татикадзэ») годов, а последние три («Нокадзэ», «Намикадзэ», «Нумакадзэ») по программе 1920 года.
Конструктивно сходны с предшествующим типа «Кавакадзэ».
Артиллерийское вооружение было представлено четырьмя(вместо трёх) 120-мм орудиями Тип 3 с длиной ствола 45 калибров, которые располагались следующим образом: одно на носу, по одному впереди и позади второй трубы, одно на кормовой надстройке. Эта схема размещения не была удачной: в нос и в корму могло стрелять только по одному орудию, а средние имели узкие сектора обстрела, ограниченные дымовыми трубами.
На последних трёх эсминцах (подтип «Нокадзэ») орудие № 3 поменяли местами с кормовым прожектором и установили на кормовую надстройку, рядом с орудием № 4, что позволило расширить сектора ведения огня, но ухудшило скорострельность, так как расположение погребов осталось прежним.
Расположение торпедных аппаратов также изменилось: носовой 533-мм двухтрубных аппарат был размещён между срезом короткого полубака и мостиком(что было ранее характерно для немецких и австро-венгерских эсминцев), а вместо двух одиночных разнесенных по бортам аппаратов применили один двухтрубный. Это позволяло вести торпедную стрельбу в ранее недоступном носовом секторе, однако в плохую погоду аппарат подвергался сильному заливанию, что было значительным недостатком для кораблей, предназначенных для океанской службы. 533-мм торпеды обладали 203-кг боевой частью и дальностью хода 15,5 км на скорости в 27 узлов или 7 км на 37 узлах. Двухтрубные торпедные аппараты имели электроприводы наведения, но сохранили ручное заряжание.
Корабли типа «Минекадзэ» стали первыми серийными японскими эсминцами, оснащенными турбинами с зубчатой передачей. Силовая установка, состоявшая из четырех котлов Кампон (18,3 кг/см2, 300°С, «Ро-Го», малая версия; нефть) и двухступенчатых турбозубчатых агрегатов, размещённых в одном отсеке между орудием № 3 и кормовым торпедным аппаратом, развивала мощность 38500 л.с. Все корабли на испытаниях развили 39 узлов, а «Симакадзэ» перешагнул за 40-узловую отметку, что делало их самыми быстрыми эсминцами того времени.
Столь высокая проектная скорость, потребовавшая использования очень мощной силовой установки, была обоснована необходимостью эскортирования быстроходных линейных крейсеров типа «Амаги», в итоге разобранных на стапеле или («Акаги») перестроенных в авианосец.
По запасу топлива эсминцы типа «Минэкадзэ» превосходил аналогичные показатели британских «адмиралтейских» эсминцев и американских эсминцев типа «Викс» и типа «Клемсон», но дальность плавания все же была на 25 % меньше, чем у последних, вследствие меньшей эффективности турбин.
Развитием проекта стали эсминцы типа «Камикадзэ»

## История службы
Межвоенное время для кораблей этого типа прошло относительно спокойно.
В начале 1931 года 4-й дивизион эсминцев («Татикадзэ», «Нокадзэ», «Акикадзэ» и «Хакадзэ») вошёл в состав Китайской эскадры. Вскоре к ним присоединились «Камикадзэ», «Нумакадзэ» и «Нокадзэ», входившие в состав 1-го дивизиона 2-й эскадры эсминцев.
В связи с моральным устареванием в 1937—1941 годах корабли этого типа переоборудовали для различных нужд.
В 1937 году «Якадзэ» переоборудовали в Куре в корабль управления радиоуправляемого корабля-мишени «Сэцу», сняв два 120-мм орудий и все торпедные аппараты. Позже, в сентябре 1942 года, он сам стал кораблем-целью. При этом на нём осталось одно 50-мм орудие и четыре 25-мм зенитных автомата. В этом качестве он благополучно пережил почти всю войну,успев также таранить эсминец «Сусуки» типа «Моми», был повреждён при налёте на Йокосуку 20 июля 1945 года и позже разделан на металл.
На остальных единицах в 1937-38 годах примерно на 100 т уменьшили запас топлива, усилили корпуса и установили козырьки на дымовые трубы, при этом водоизмещение выросло до 1552 тонн, а скорость упала до 36 узлов. На кораблях подтипа «Нокадзэ» («Нокадзэ», «Нумакадзэ» и «Намикадзэ») аналогичные работы провели в 1939 году; после окончания их водоизмещение составило 1692 тонн, а скорость 34,5 узлов.
«Надакадзэ» и «Симакадзэ», в 1939-40 годах переоборудовали в патрульные корабли с вооружением из двух 120-мм орудий, десяти 25-мм зенитных автоматов, двух 533-мм торпедных аппаратов и 16 глубинных бомб. Водоизмещение составило 1390/1700 тонн. К концу 1941 года их переделали в носители десантных катеров «Дайхацу», при этом сняли ещё одно орудие и носовые котлы, и в результате мощность упала до 19500 л.с., а скорость до 20 узлов. Корабли смогли после этого принимать два десантных катера и 250 десантников.
В ходе войны на Тихом океане этот тип использовался главным образом для эскортной службы и понёс тяжёлые потери, типичные для всех японских эсминцев. Большинство из них стали жертвами американских подводных лодок. Первой потерей среди эсминцев данного типа стал патрульный корабль № 1 — бывший «Симакадзэ». 13 января 1943 года его торпедировала юго-западнее Кавиенга американская подводная лодка «Гуардфиш». В том же году погибло еще несколько кораблей: «Окикадзэ», «Хакадзэ», «Нумакадзэ».
«Татикадзэ» погиб в результате налёта американской палубной авиации на атолл Трук 17 февраля 1944 года.
На уцелевших кораблях в том году зенитное вооружение было доведено до тринадцати-двадцати 25-мм автоматов (на «Надакадзэ» стояло 16).
В 1944 году американскими подводными лодками были потоплены «Минэкадзэ», «Акикадзэ» и «Хокадзэ».
«Намикадзэ», тяжело поврежденный в результате подрыва на мине в сентябре 1944 года, был переоборудован в носитель человекоуправляемых торпед «Кайтэн». Его корму срезали до ватерлинии, а носовой котел сняли, что уменьшило скорость до 28 узлов. Имея одно 120-мм орудие, двенадцать 25-мм автоматов и восемь пулеметов, он нёс два «Кайтэна».
«Сиокадзе», повреждённый при налёте американской авиации в январе 1945 года, планировали переоборудовать подобным же образом, но с четырьмя «Кайтэнами» и цистерной с 50 тоннами топлива для них, однако до конца войны работы не успели закончить.
«Савакадзэ» и «Юкадзэ» в 1945 году решили переоборудовать в корабли противовоздушного дозора. На «Сиокадзэ» и «Юкадзэ» установили радары Тип 13, а на «Савакадзэ» — Тип 22. Последний вместо торпедных аппаратов и орудия № 3 получил в качестве эксперимента девятиствольную пусковую установку 150-мм противолодочных ракет. Его остальное вооружение состояло из одного 120-мм орудия (№ 4) и десяти 25-мм автоматов. Скорость уменьшилась до 16 узлов.
«Надакадзэ», ставший патрульным кораблем № 2, торпедировала у Рабаула 25 июля 1945 года британская подводная лодка «Стабборн». «Сиокадзэ», «Юкадзэ» и «Намикадзэ» предназначались для передач по репарациям, но только последний 3 октября 1947 года был передан Тайваню как «Шень Янь», а остальные сдали на слом.

## Представители серии
| Название                                       | Место постройки                    | Заложен              | Спущен на воду       | Вступил в строй       | Судьба                                                                                        |
| ---------------------------------------------- | ---------------------------------- | -------------------- | -------------------- | --------------------- | --------------------------------------------------------------------------------------------- |
| Минэкадзэ (яп. 峯風 Ветер над вершиной)        | Майдзуру, Япония                   | 20 апреля 1918 года  | 8 февраля 1919 года  | 29 мая 1920 года      | Торпедирован к востоку от Тайваня 10 февраля 1944 года; исключён из списков 1 марта 1944 года |
| Савакадзэ (яп. 澤風 Болотный ветер)            | верфь «Мицубиси», Нагасаки, Япония | 7 января 1918 года   | 7 января 1919 года   | 6 марта 1920 года     | Разобран в 1948 году                                                                          |
| Окикадзэ (яп. 沖風 Ветер в открытом море)      | Майдзуру, Япония                   | 22 февраля 1919 года | 3 октября 1919 года  | 17 августа 1920 года  | Торпедирован к югу от Йокосуки 10 января 1943 года, исключён из списков 1 марта 1943 года     |
| Симакадзэ (яп. 島風 Островной ветер)           | Майдзуру, Япония                   | 5 сентября 1919 года | 31 марта 1920 года   | 15 ноября 1920 года   | Торпедирован юго-западнее Кавиенга 13 января 1943 года                                        |
| Надакадзэ (яп. 灘風 Океанский ветер)           | Майдзуру, Япония                   | 9 января 1920 года   | 26 июня 1920 года    | 30 сентября 1921 года | Торпедирован в Ломбокском проливе 25 июля 1945 года                                           |
| Якадзэ (яп. 矢風 Ветер, быстрый как стрела)    | верфь «Мицубиси», Нагасаки, Япония | 15 августа 1918 года | 10 апреля 1920 года  | 19 июля 1920 года     | Тяжело повреждён во время налёта 20 июля 1945 года; позже разделан на металл в Йокосуке       |
| Хакадзэ (яп. 羽風 Крылатый ветер)              | верфь «Мицубиси», Нагасаки, Япония | 11 ноября 1918 года  | 21 июня 1920 года    | 16 сентября 1920 года | Торпедирован у юго-западу от Кавиенга 23 января 1943 года                                     |
| Сиокадзэ (яп. 汐風 Береговой ветер)            | Майдзуру, Япония                   | 15 мая 1920 года     | 22 октября 1920 года | 29 июля 1921 года     | Разобран в 1948 году                                                                          |
| Акикадзэ (яп. 秋風 Осенний ветер)              | верфь «Мицубиси», Нагасаки, Япония | 7 июня 1920 года     | 14 декабря 1920 года | 16 сентября 1921 года | Торпедирован к югу от Лусона 3 ноября 1944 года                                               |
| Юкадзэ (яп. 夕風 Вечерний бриз)                | верфь «Мицубиси», Нагасаки, Япония | 14 декабря 1920 года | 28 апреля 1921 года  | 24 августа 1921 года  | Разобран в 1947 году                                                                          |
| Татикадзэ (яп. 太刀風 Ветер,словно взмах меча) | Майдзуру, Япония                   | 18 августа 1920 года | 31 марта 1921 года   | 5 декабря 1921 года   | Потоплен в лагуне Трука при налёте американской авиации 17 февраля 1944 года                  |
| Хокадзэ (яп. 帆風 Попутный ветер)              | Майдзуру, Япония                   | 30 ноября 1920 года  | 12 июля 1921 года    | 22 декабря 1921 года  | Торпедирован к северу от Сулавеси 6 июля 1944 года                                            |
| Нокадзэ (яп. 野風 Ветер в поле)                | Майдзуру, Япония                   | 16 апреля 1921 года  | 1 октября 1921 года  | 31 марта 1922 года    | Торпедирован у Камрани 20 февраля 1945 года                                                   |
| Намикадзэ (яп. 波風 Ветер над волнами)         | Майдзуру, Япония                   | 7 ноября 1921 года   | 24 июня 1922 года    | 11 ноября 1922 года   | После войны передан Тайваню, переименован в «Шень Янь», исключён из списков в 1960 году       |
| Нумакадзэ (яп. 沼風 Болотистый ветер)          | Майдзуру, Япония                   | 10 августа 1921 года | 22 мая 1922 года     | 24 июля 1922 года     | Торпедирован юго-восточнее Окинавы 19 декабря 1943 года                                       |